# Adriaan Freys van Kuinre
Adriaan Freys van Kuinre (-1477), heer van Wilp, was een zoon van Evert Hendricksz Freys van Dolre (-na 1463) van 1426 tot 1443 heer van Ubbelschoten en Aleid van Kuinre (ca. 1425-1505) vrouwe van Urk en Emmelwaard. 
In opvolging van zijn moeders moeder werd hij heer van Wilp.
Zijn vader was een zoon van Hendrik Freys van Dolre, die in 1399 beleend werd met Ubbelschoten in het Eemland. Zijn moeder was een dochter van Herman III van Kuinre (-1438) heer van Urk en Emelwaard in 1415 drost van Salland, kastelein van slot Vollenhove en in 1425 schout en rentmeester van Vollenhove en Oda van Wilp (-1405)

## Huwelijk en kinderen
Hij trouwde in 1472 met Hadewich van IJsselstein. Zij was een dochter van Frank Herbarensz van IJsselstein van den Bossche (- voor 1490) die in 1455 genoemd wordt als schepen van Utrecht en Aleid II Zoudenbalch (voor 1430-). Haar vader was een zoon van Herbaren van IJsselstein van den Bossche heer van Bossche en Uitermeer die in 1400 beleend werd met rente te Hazerswoude, in 1405 beleend met Ankeveen en in 1411 baljuw van Medemblik en Johanna van Heemstede. Haar moeder was een dochter uit het eerste huwelijk van Hubert Zoudenbalch.

Uit zijn huwelijk werd geboren:
- Aleid Freijs van Kuinre (Rhenen, 1473-) vrouwe van Wilp. Zij trouwde (1) op 13 februari 1488 met Nicolaas van Assendelft (1465-1495). Hij was de zoon van Willem van Assendelft (1435-) en Maria Boudina van Adrichem (1440-1467). Zij trouwde (2) in 1497 met Jan van Renesse (1470-1535) heer van Wulven. Hij was een zoon van Jan VII van Renesse (Utrecht, 1412 - Utrecht, 1492) en Margaretha van Culemborg (Renswoude, 1444 - Utrecht, 1505). Uit haar huwelijken werden geboren:
  - Maria van Assendelft (1485-1547). Zij trouwde op 10 juli 1507 met Johan van Mathenesse heer van Lisse (1470-1523). Hij was een zoon van Adriaan van Matenesse heer van Riviere en Hilligersberg (1445-1510) en Maria van Wassenaar-Starrenburg (1450-1475).
  - Johan van Renesse (1498-1540)
  - Hadewij ook bekend als Hedwig van Renesse van Wulven (1500-1558). Zij trouwde in 1510 met Johan van Drakenburg (1470-1520). Zij trouwde (2) in 1525 met Jan heer van Duivenvoorde en Voorschoten.
  - Adriaan van Renesse (1501-1559)
  - Margaretha van Renesse van Wulven (1502-1584). Zij trouwde in 1523 met Ernst van Nijenrode heer van Zuijlenstein en Leersum (1489-1558). Hij was een zoon van Gijsbert heer van Nijenrode (1435-) en Geertrui Taets Van Amerongen (1460-).
  - Jan van Renesse (Utrecht, 1506-1553). Hij trouwde (1) in 1535 te Utrecht met Aleida van Bronkhorst-Batenburg (Moyland, 1512-1586). Zij was een dochter van Dirk van Bronckhorst-Batenburg (1478-1549) en Anna van Wickede (1487-1551).
  - Gerard van Renesse (1509-1568). Hij trouwde met Geertruid van der Haer (1515-).
  - Maria van Renesse (1513-). Zij trouwde met Johan van Holtswijler.
  - Aleid van Renesse (1515-1545)
  - Cornelia van Renesse (1518-1569)
  - Clara van Renesse (1520-). Zij trouwde met Hendrik van Raephorst.